# 第45回ロサンゼルス映画批評家協会賞
45th LAFCA Awards

2019年12月8日

作品賞： 

パラサイト 半地下の家族
第45回ロサンゼルス映画批評家協会賞は、ロサンゼルス映画批評家協会が2019年の映画作品に贈る賞である。2019年12月8日に受賞者が発表された。

## 受賞一覧

### 作品賞
- 受賞：『パラサイト 半地下の家族』
- 次点：『アイリッシュマン』

### 監督賞
- 受賞：ポン・ジュノ - 『パラサイト 半地下の家族』
- 次点：マーティン・スコセッシ - 『アイリッシュマン』

### 主演男優賞
- 受賞：アントニオ・バンデラス - 『ペイン・アンド・グローリー』
- 次点：アダム・ドライバー - 『マリッジ・ストーリー』

### 主演女優賞
- 受賞：メアリー・ケイ・プレイス - 『Diane』
- 次点：ルピタ・ニョンゴ - 『アス』

### 助演男優賞
- 受賞：ソン・ガンホ - 『パラサイト 半地下の家族』
- 次点：ジョー・ペシ - 『アイリッシュマン』

### 助演女優賞
- 受賞：ジェニファー・ロペス - 『ハスラーズ』
- 次点：チャオ・シューチェン - 『フェアウェル』

### 脚本賞
- 受賞：ノア・バームバック - 『マリッジ・ストーリー』
- 次点：ポン・ジュノ、ハン・ジンウォン - 『パラサイト 半地下の家族』

### アニメ映画賞
- 受賞：『失くした体』
- 次点：『トイ・ストーリー4』

### 外国語映画賞
- 受賞：『ペイン・アンド・グローリー』  スペイン
- 次点：『燃ゆる女の肖像』  フランス

### ドキュメンタリー映画賞
- 受賞：『アメリカン・ファクトリー』
- 次点：『アポロ11 完全版』

### 編集賞
- 受賞：トッド・ダグラス・ミラー - 『アポロ11 完全版』
- 次点：ロナルド・ブロンスタイン、ベニー・サフディ - 『アンカット・ダイヤモンド』

### 撮影賞
- 受賞：クレール・マトン  - 『アトランティックス』、『燃ゆる女の肖像』
- 次点：ロジャー・ディーキンス - 『1917 命をかけた伝令』

### 音楽賞
- 受賞：ダン・レヴィ - 『失くした体』
- 次点：トーマス・ニューマン - 『1917 命をかけた伝令』

### 美術賞
- 受賞：バーバラ・リング - 『ワンス・アポン・ア・タイム・イン・ハリウッド』
- 次点：リー・ハジュン - 『パラサイト 半地下の家族』

### 新人賞
- 受賞：ジョー・タルボット、ジョナサン・メジャース、ジミー・フェイルズ - 『ラストブラックマン・イン・サンフランシスコ』

### 功労賞
- エレイン・メイ

### ダグラス・エドワード実験/自主映画賞
- 『The Giverny Document』